# 马上枪术比赛

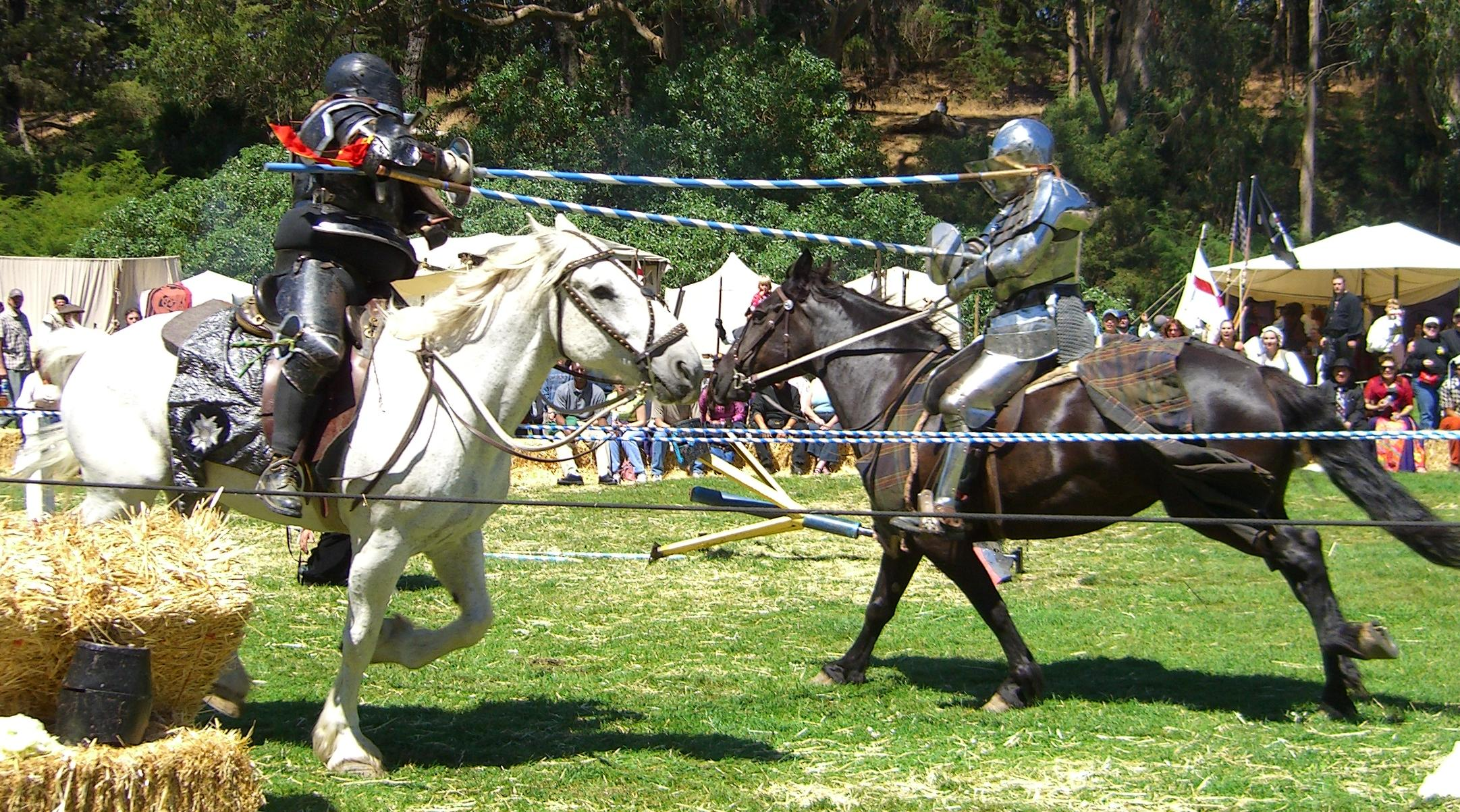
長槍比武大賽是西方文藝復興節的主要節目。

马上枪术比赛，或稱马上长矛比武，是兩名騎士之間的武術競技，在十四至十六世紀間的中世紀以及文藝復興早期最為興盛。
參賽的騎士一般都備有三種武器：長槍、單手劍和一種匕首(Rondel)。比賽時把對方打下馬的騎士為該局的勝利者。若兩名參賽者同時下馬，該局視為和局，比賽則會由比劍決定勝負。若兩人均未被擊倒，勝利則歸於長槍損毀較嚴重的一方，因為那是較重的一擊，或與對手有較長接觸的跡象。馬上比武通常採用三局兩勝制。
數世紀以後，由混戰式武鬥（Mêlées）衍生而來的馬上比武被新增至比武大會（tournament）中。該種個人的混戰式武鬥雖然更加接近真實戰鬥，但馬上比武更能顯示出個人實力，而且較不容易演變成大規模廝殺——儘管馬上比武仍算危險的活動。透過馬上比武，騎士可獲得可觀的名望和財富。比賽的勝利者通常會獲得對手的鎧甲，以及價值相當於一座房子的獎金。許多騎士因此而發達，亦有不少因而賠本。
後來，由於疾病與戰爭的因素導致人口銳減，比武大會改採用積分制，並改用單項競賽，比賽前參賽者的侍從要在主辦單位繳交爵士證明書，有些主辦單位非常重視爵士身份，最少要繼承三代以上，合格後侍從會指出主人要參加的項目，一項至多項不等，但馬上長槍比武依然是最熱門的比賽。